# La spada di Damasco
La spada di Damasco (The Golden Blade o The Sword of Damascus) è un film del 1953 diretto da Nathan Juran.

## Trama
Il giovane Harum, dopo essersi innamorato della bella Khainzan, figlia del Califfo del paese, la rapisce per sfuggire alle ire del padre, che lo aveva battuto con uno stratagemma in un duello. I due inseguiti dai soldati e dal Califfo si rifugiano in uno strano castello. Il giovane riesce ad impadronirsi di una spada magica con la quale sconfigge gli inseguitori, sposa la bella amata e diviene il nuovo Califfo del paese.

## Produzione
Il film, che venne girato da metà novembre a metà dicembre del 1952 con il titolo di lavorazione The Sword of Damascus, fu prodotto dall'Universal International Pictures (UI).

## Distribuzione
Il copyright del film, richiesto dall'Universal Pictures Corp. il 29 settembre 1953, fu registrato con il numero LP3151. Distribuito dall'Universal Pictures, il film uscì nelle sale cinematografiche USA il 12 agosto 1953.